# جون هوغن (مغني)
جون هوغن (بالإنجليزية: John Hogan)‏ هو مغني أيرلندي، ولد في 31 أغسطس 1958 في Kilbeggan ‏ في جمهورية أيرلندا.

## وصلات خارجية
- جون هوغن على موقع ميوزك برينز (الإنجليزية)
- جون هوغن على موقع أول ميوزيك (الإنجليزية)